# アドックス
アドックス（ドイツ語: Adox ）は、写真フィルム、かつては写真機のブランド・商標であり、フィルムおよび印画紙、現像液等を製造販売するドイツの企業である。ヴィルヘルム・レントゲンに協力し、世界で初めてX線撮影を記録する写真乾板を開発した企業としても知られる。
現在アドックスの商標を継承する企業の正式名称はフォトインペックス有限会社（ドイツ語: Fotoimpex GmbH）、事業会社はアドックス・フォトヴェルケ有限会社（ドイツ語: ADOX Fotowerke GmbH）であり、かつて創業以来つづいたアドックス・フォトヴェルケ・ドクトル・C・シュロイスナー有限会社（ドイツ語: ADOX Fotowerke Dr. C. Schleussner GmbH）は、現存していない。
カナダにおけるアドックスの商標権を保持する企業アドックス・フォトワーク・インク（英語: Adox Fotowerke, Inc.）については、#カナダの節、およびブルーファイア・ラボラトリーズの項を参照。

## 略歴
- 1860年 - カール・シュロイスナー博士が創業、世界初の写真材料工場を建設する[1]
- 1895年 - レントゲンと協力してX線用写真乾板を開発
- 1911年 - カラーカプリングの基礎的特許を取得[1]
- 1938年 - 写真機製造のヴィルギン（英語版）を買収
- 1956年 - カラーネガフィルムを市場投入[1]
- 1958年 - カラーリバーサルフィルムを市場投入[1]
- 1962年 - シュロイスナー家が写真事業を売却する[2]
- 1972年 - デュポンがアドックスの機材をクロアチアのフォトケミカに売却する
- 1993年 - フォトインペックス有限会社が設立される
- 2003年 - アドックスの商標権が失効し、「フォトインペックス」がアドックスの商標権を取得、財産を継承、事業を行う企業アドックス・フォトヴェルケ有限会社を設立[1]、同年、カナダでも「アドックス・フォトワーク・インク」がカナダでのアドックスの商標権を取得する
- 2009年 - 「フォトインペックス」がバード・ザーロー（英語版）に工場を開く[1]

## 概要

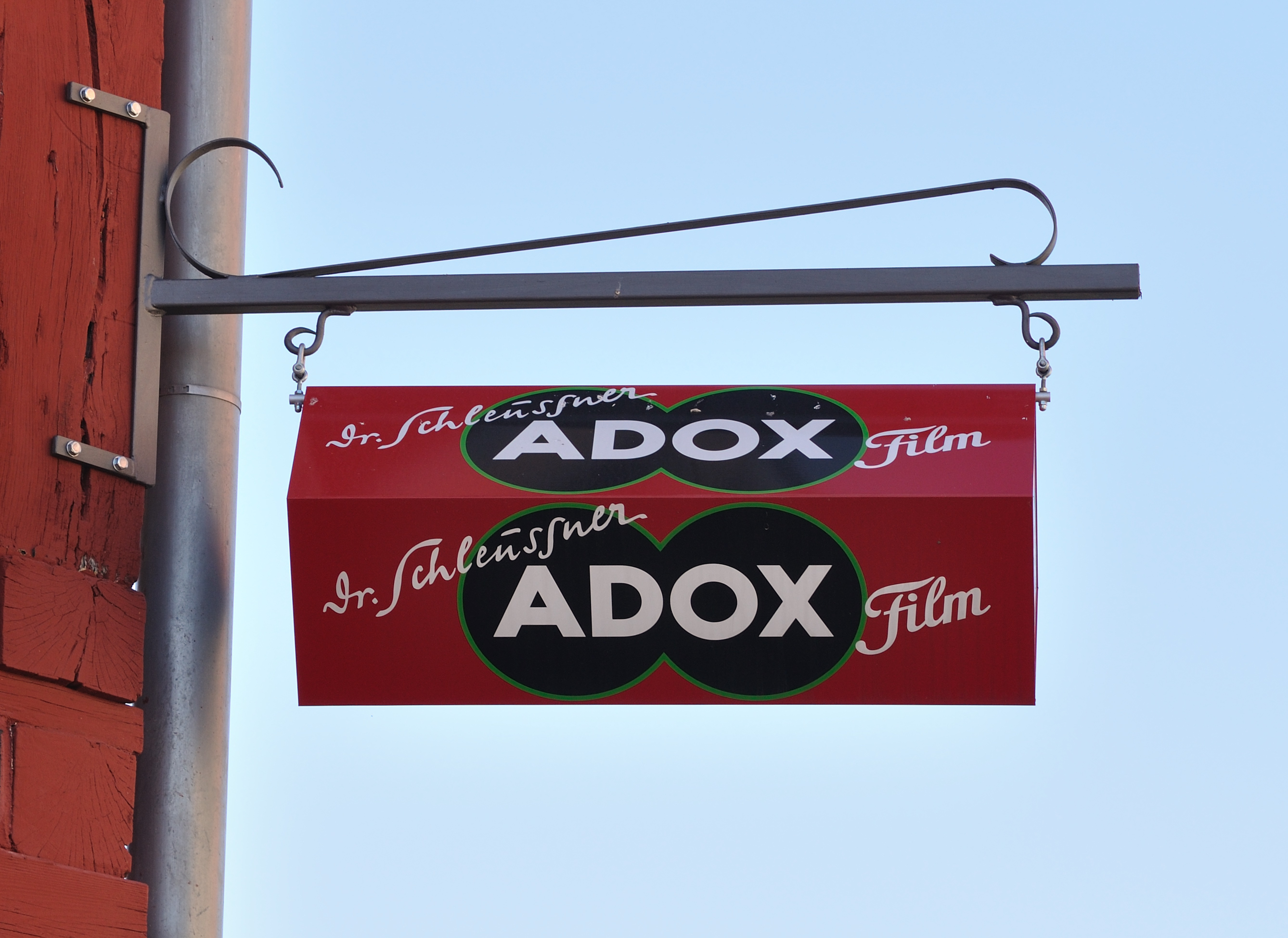
アドックスの商標。

### 第1期
1860年（日本では安政7年/万延元年）、カール・シュロイスナー博士がフランクフルト・アム・マインに創業、同地に世界初の写真材料工場を建設する。登録後の社名はアドックス・フォトヴェルケ・ドクトル・C・シュロイスナー有限会社である。
シュロイスナー博士は、1895年（明治28年）にヴィルヘルム・レントゲンが発見したX線を記録する媒体としての写真乾板を、世界で初めて開発する。「シュロイスナー＝レントゲン賞」に名を残すことになる。
1938年（昭和13年）には、写真機製造のヴィルギンを買収している。これは経営するヴィルギン兄弟が国外に亡命したためで、同社が製造していた写真機「ユンカ」に対して専用フィルムを提供していた関係があった。アドックスは、1920年代 - 1960年代の時期、ヘッセン州の州都ヴィースバーデンに工場を持ち、同工場で120フィルム用の「アドックスゴルフ」、135フィルム用の「アドックスポロ」に代表される写真機を製造した。⇒ #写真機
同社の写真用フィルム「アドックスKB14」「アドックスKB17」（いずれも生産終了）は、ドイツ国内ばかりでなく海外にも輸出された。とくにアメリカ合衆国では「ドイツ製ワンダーフィルム」（英語: the German wonderfilm）とまで呼ばれた。⇒ #フィルム

### 第2期
1962年（昭和37年）、シュロイスナー家が写真事業を売却、「アドックス」の商標は使用されなくなる。 1972年（昭和47年）には、アドックスの資産を取得していた米国企業デュポンが、アドックスの工場の機材をクロアチアのフォトケミカに売却している。フォトケミカの「エフケ」ブランドの製品には、アドックスの白黒フィルムの製法が使用されるようになった。

### 第3期
2003年（平成15年）、ベルリンに存在する企業フォトインペックス有限会社（1992年設立）が、失効していた「アドックス」の商標権等を取得、財産を継承し、事業を継続する。事業を行う会社はアドックス・フォトヴェルケ有限会社とする。同年、カナダでも「アドックス」の商標権を得た企業があったが、交渉の末、カナダでのライセンスを得ることで、フォトインペックスが全世界における販売権を保持できることとなった。⇒ #カナダ
2009年（平成21年）、ブランデンブルク州オーダー＝シュプレー郡バード・ザーローに、フィルムや印画紙、現像液の生産拠点を開く。従来のフィルム製造に使用された機材は、現在も継続的に使用されている。
アドックス・フォトヴェルケの公式ウェブサイトには、全世界的に製造がストップしている「110フィルム」を復活させるプロジェクトについてのアナウンスがあり、2011年（平成23年）2月14日現在の情報としては、ある一定の時期に実現できるであろうが、フォトインペックスの事業収支いかんによりプロジェクトが終了することもありうることが記述されている。
また、同社の「126フィルム」製品であるアドックスADC200インスタマチックは、現在生産終了しており、工場内に必要な部品があれば生産可能であるが、その調査結果がわかるのは2012年（平成24年）の暮れであり、それまでは一切問い合わせをしないでほしい旨のアナウンスを行っている。

## カナダ
カナダ・アルバータ州のカルガリーに存在する企業アドックス・フォトワーク・インクは、「アドックスの歴史と価値」にインスパイアされた感光材料の製造販売会社であり、同国内におけるアドックスの商標権を保持しているが、アドックス製品の販売は行わない。カナダにおいては、ドイツのフォトインペックスが、アドックス・フォトワークからカナダにおけるライセンスを得て、直接販売する、という複雑なスタイルをとっている。同社は、「ブルーファイア」ブランドの製品を独自に製造販売している。このことによって、フォトインペックスは「アドックス」ブランドの全世界で使用することが可能になった。

## おもな製品一覧

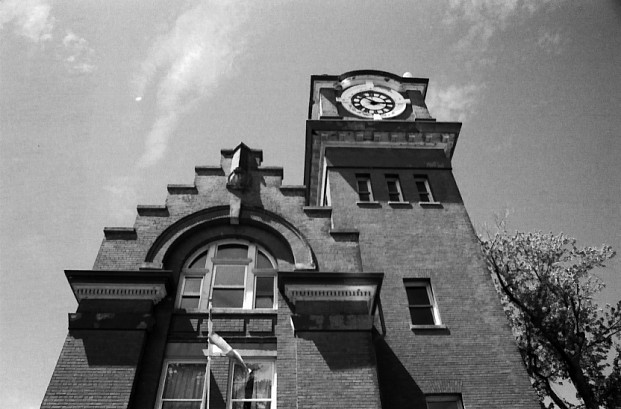
現代のアドックスクラシックパン100で撮影された写真。

### フィルム
第1期
- アドックスKB14 - ISO25、生産終了
- アドックスKB17 - ISO50、生産終了
- アドックスC15 - カラーネガフィルム、生産終了
- アドックスC18 - カラーネガフィルム、生産終了
- アドックスNC17 - カラーネガフィルム、ISO50、生産終了
- アドックスユカフィルム - 裏紙付35mmロールフィルム、変形「3×4cm判」、アドックスユカ写真機専用、生産終了
- アドックス14 - ISO25、生産終了
- アドックス17 - ISO50、生産終了
- アドックス21 - ISO100、生産終了

第3期
• アドックス HR-50
•アドックスシルバーマックス
スカラ160とシルバーマックスは中身が同じ。
•アドックススカラ160
•アドックススカラ50
•アドックスPAN-X REVERSO SUPER8
- アドックスアドカラーADC200インスタマチック - 「フェッラーニア200」のOEM品、ISO200、126フィルム（生産終了）
- アドックスクラシックパン100 - 「フォルテパン100」のOEM品、ISO100（生産終了）
- アドックスクラシックパン200 - 「フォルテパン200」のOEM品、ISO200（生産終了）
- アドックスクラシックパン400 - 「フォルテパン400」のOEM品、ISO400（生産終了）
- アドックスCMS20

- アドックスパン100 - 「アグフアAPX100」のOEM品、ISO100
- アドックスパン400 - 「アグフアAPX400」のOEM品、ISO400

- アドックスCHS25 - 「エフケ25」（「アドックス14」に対応）のOEM品、135フィルム・120フィルム・シートフィルム
- アドックスCHS50 - 「エフケ50」（「アドックス17」に対応）のOEM品、135フィルム・120フィルム・シートフィルム
- アドックスCHS100 - 「エフケ100」 （「アドックス21」に対応）のOEM品

- アドックスディスプレイフィルム - オルソマティックフィルム（英語版）
- アドックスオルト25 - オルソマティックフィルム
- アドックスオルトCT - オルソマティックフィルム

### 現像液
- アドナル/ロジナール
- FX-39
- アトマル49

### 写真機

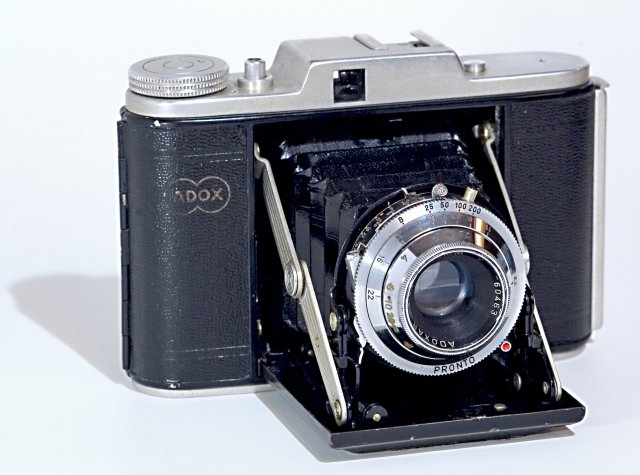
アドックスゴルフ。

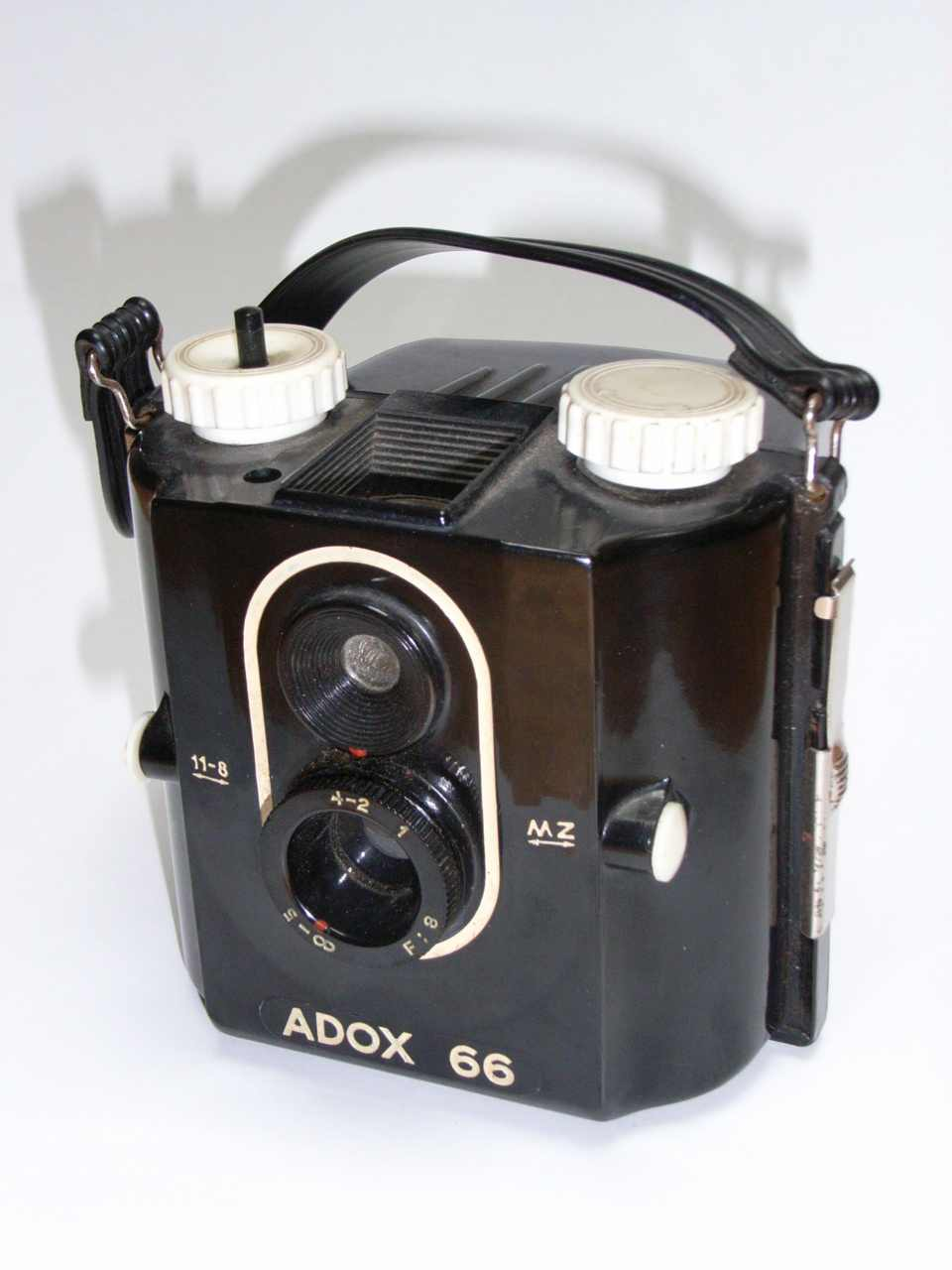
アドックス66。

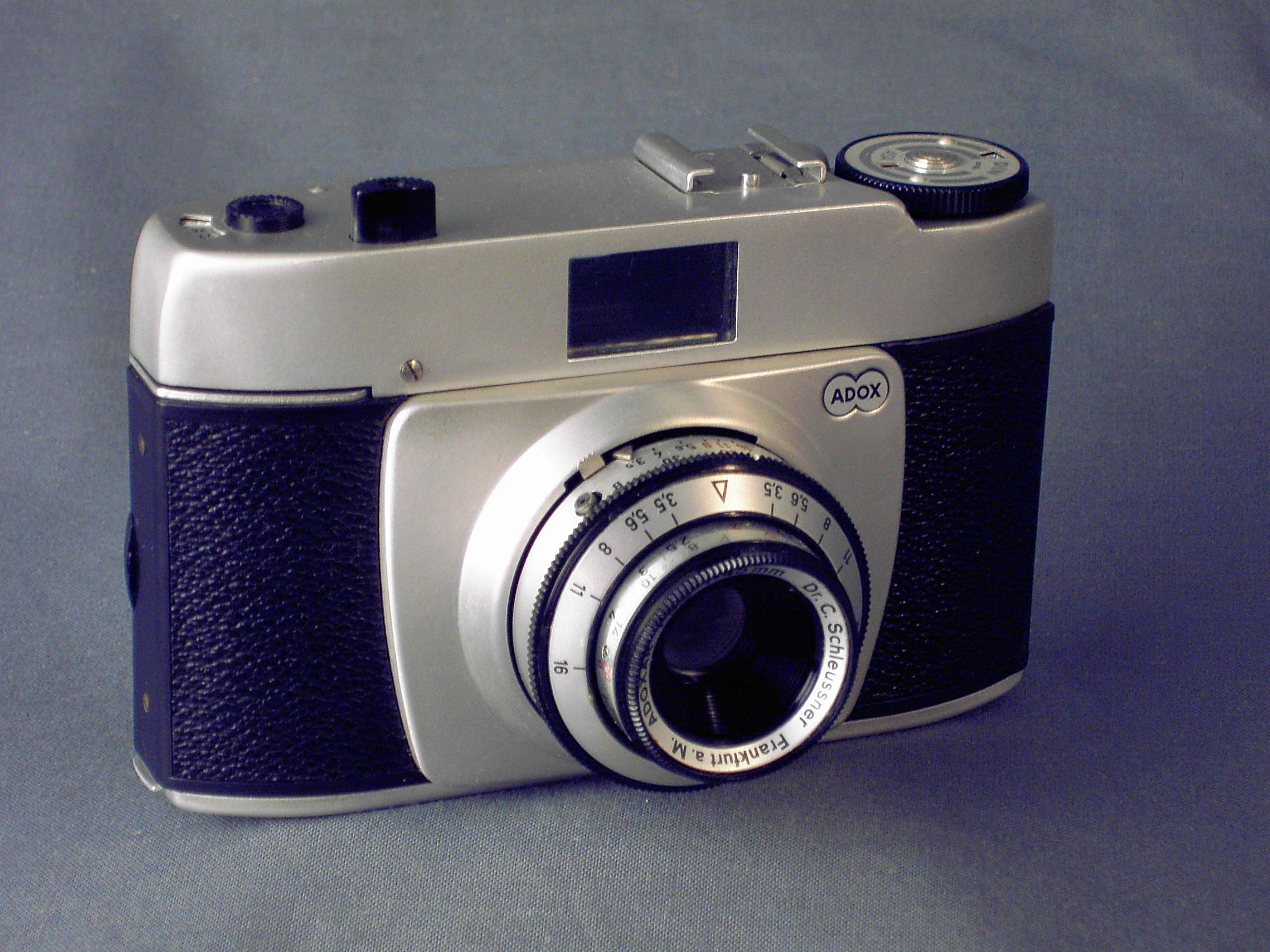
アドックスポロ。

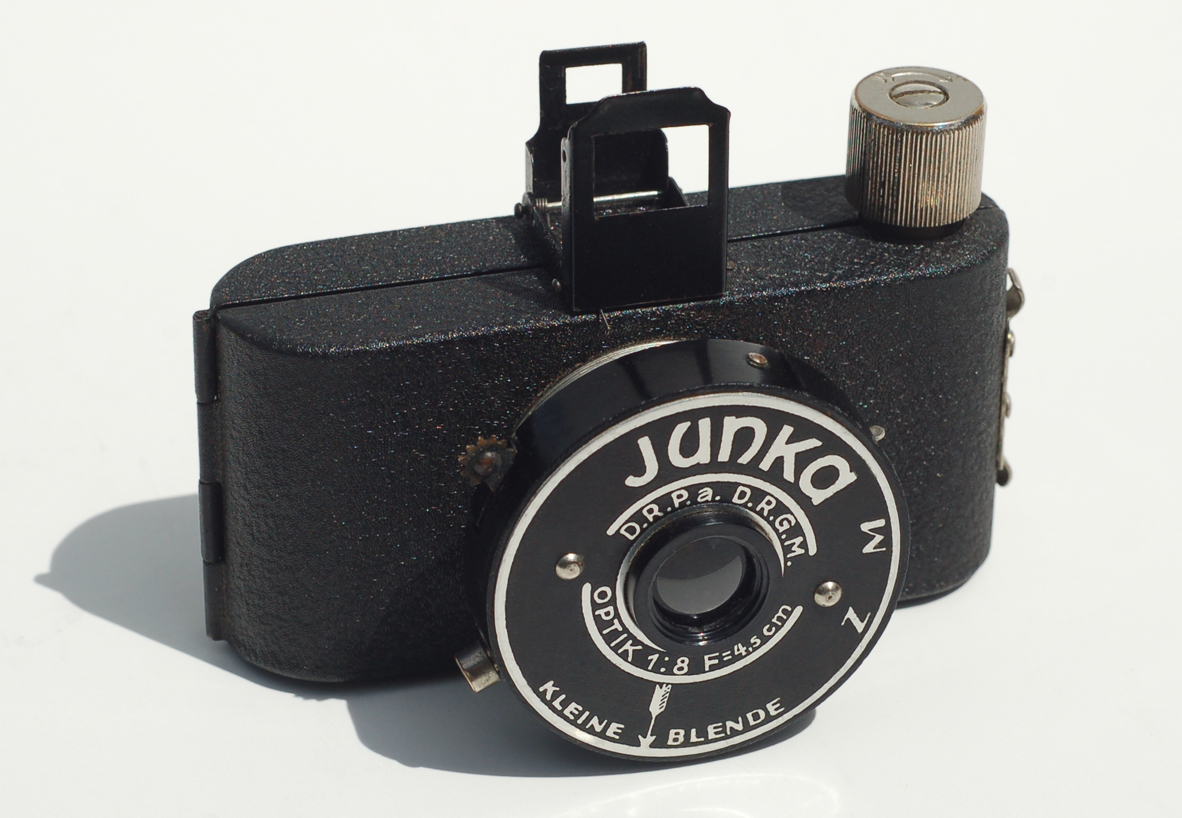
アドックスユカの前身、ユンカ。

アドックス・フォトヴェルケ・ドクトル・C・シュロイスナー有限会社の製品（第1期）であり、1960年代までにすべて生産終了している。

#### 120フィルム使用
- アドックステンポ - 6×4.5判フォールディングカメラ
- アドックスゴルフ - 6×6判フォールディングカメラ、1953年発売
- アドックスゴルフII - 6×6判フォールディングカメラ
- アドックスゴルフIV - 6×6判フォールディングカメラ
- アドックスゴルフ45S - 6×6判フォールディングカメラ
- アドックスゴルフ63 - 6×6判フォールディングカメラ
- アドックススポーツ - 6×9判フォールディングカメラ（6×4.5判あり）
- アドックススタート - 6×9判フォールディングカメラ
- アドックストランフ - 6×9判フォールディングカメラ
- アドックス66 - 6×6判ボックスカメラ（英語版）、1950年発売
- アドックスブリッツ - 6×6判ボックスカメラ

#### 127フィルム使用
- アドレット3×4

#### 135フィルム使用
- アドレット - 「ヴィルギン（英語版）エディネックス」のリネイム
- アドックス300
- アドックス500 - プロトタイプ
- アドックスゴルフI
- アドックスゴルフIA
- アドックスゴルフIIA
- アドックスゴルフIIIA
- アドックスポロ（英語版）
- アドックスポロ2
- アドックスポロ1S
- アドックスポロマート
- アドックスポロマート1S
- アドックスポロマティック3S

#### 35mmフィルム使用
- アドックスユカ - 裏紙付35mmロールフィルム「アドックスユカフィルム」（3×4cm判）を使用する写真機「ユンカ」が1930年代半ばに発売され、1950年代にアドックスが後継機「アドックスユカ」を発売した。